# Benediktinerinnenkloster Bouzy-la-Forêt

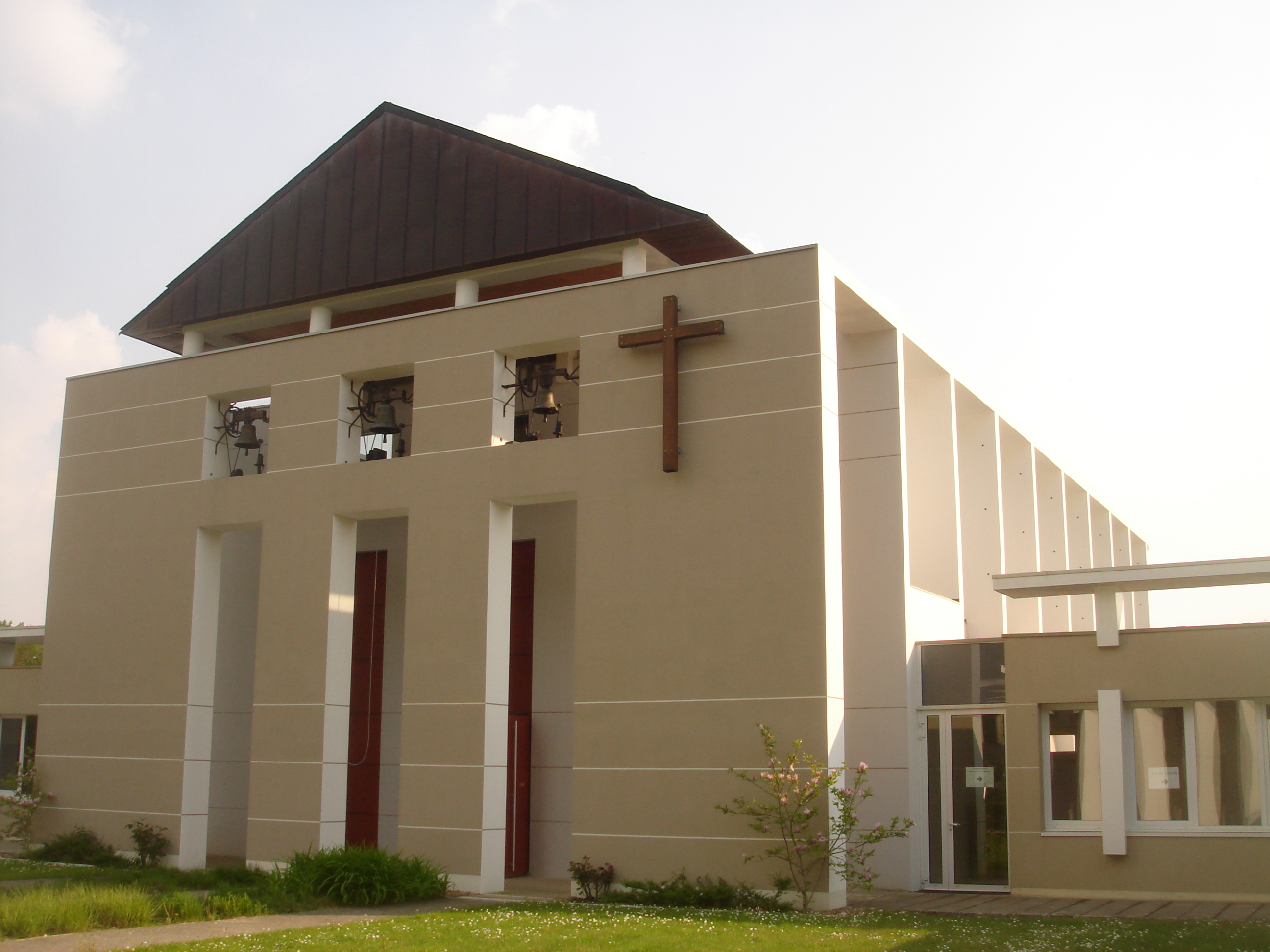
Benediktinerinnenkloster Bouzy-la-Forêt (2011)

Das Benediktinerinnenkloster Bouzy-la-Forêt (auch: Notre-Dame) ist seit 1999 ein Kloster der Kongregation der Benediktinerinnen Unserer Lieben Frau vom Kalvarienberg in Bouzy-la-Forêt im Département Loiret (Bistum Orléans) in Frankreich.

## Geschichte
Vom 1617 von Antoinette von Orléans-Longueville (1572–1618) in Poitiers gegründeten benediktinischen Frauenkloster Notre-Dame du Calvaire gingen in der Folge 19 Gründungen aus, darunter 1625 Vendôme und 1638 (aus dem 1634 im Marais gegründeten Kloster La Crucifixion kommend) Orléans. Orléans und Vendôme, die bis 1780 bzw. 1783 jansenistisch waren (bewirkt durch Françoise de Coëtquen 1676–1745), wurden 1792 durch die Französische Revolution aufgelöst, konnten aber 1806 (Orléans) und 1815 (Vendôme) wieder besiedelt werden. 1956 wechselte Orléans in einen Klosterneubau in Saint-Jean-de-Braye, 1960 gefolgt von Vendôme. Der durch die Vergrößerung der Gemeinde zunehmend in Mitleidenschaft gezogene Konvent beschloss 1991 den Auszug, der 1999 abgeschlossen war. Bezogen wurde nördlich Sully-sur-Loire ein Klosterneubau in Bouzy-la-Forêt (östlich des Zentrums an der Route de Mi-Feuillage), der auch den Vorteil hat, weniger als 10 km vom Benediktinerkloster Saint-Benoît-sur Loire entfernt zu sein. 2002 kamen Nonnen des aufgelösten Klosters Kerbéniat hinzu. Der Konvent besteht aus 22 Nonnen. Sie stellen unter dem Namen Eau d’Émeraude (Smaragdwasser) ein Heil- und Mundwasser her.